# Sielsowiet Zawadskaja Słabada
Sielsowiet Zawadskaja Słabada (biał. Заводскаслабодскі сельсавет; ros. Заводскослободский сельсовет) – sielsowiet na Białorusi, w obwodzie mohylewskim, w rejonie mohylewskim, z siedzibą w Zawadskiej Słabadzie.
Według spisu z 2009 sielsowiet Zawadskaja Słabada zamieszkiwało 1218 osób, w tym 1153 Białorusinów (94,66%), 45 Rosjan (3,69%), 8 Ukraińców (0,66%), 8 Ormian (0,66%), 2 Polaków (0,16%) i 2 Azerów (0,16%).

## Miejscowości
- agromiasteczko:
  - Zawadskaja Słabada
- wsie:
  - Batuń
  - Bokatauka
  - Budoula
  - Czarnabiel
  - Dasowiczy
  - Dubrauka
  - Dziadki
  - Haradok
  - Kamienka
  - Kocni
  - Malinnik
  - Małoje Chonawa
  - Niezauka
  - Nowaja Kultura
  - Padbiarezzie
  - Padbroddzie
  - Papłauszczyna
  - Piarsciły
  - Repiszcza
  - Sininszczyna
  - Staryna
  - Wialikaje Chonawa
  - Zabałaccie
  - Zahrezzie
- osiedla:
  - Batuń
  - Biarozawy
  - Palawy
  - Zialony
  - Żabin